# Leptura quadrifasciata
Leptura quadrifasciata es una especie de escarabajo del género Leptura, familia Cerambycidae. Fue descrita científicamente por Linne en 1758.
Habita en Albania, Alemania, Inglaterra, Austria, Bélgica, Bielorrusia, Bosnia y Herzegovina, Bulgaria, China, Crimea, Croacia, Dinamarca, España, Estonia, Finlandia, Francia, Hungría, Irlanda, Italia, Japón, Kazajistán, Letonia, Lituania, Luxemburgo, Macedonia, Moldavia, Mongolia, Noruega, Países Bajos, Polonia, Rumania, Rusia europea, Eslovaquia, Eslovenia, Suecia, Suiza, República Checa, Turquía, Ucrania y Yugoslavia.
Mide 11-20 mm. El período de vuelo de esta especie ocurre en los meses de junio, julio y agosto. El ciclo de vida dura dos o tres años.

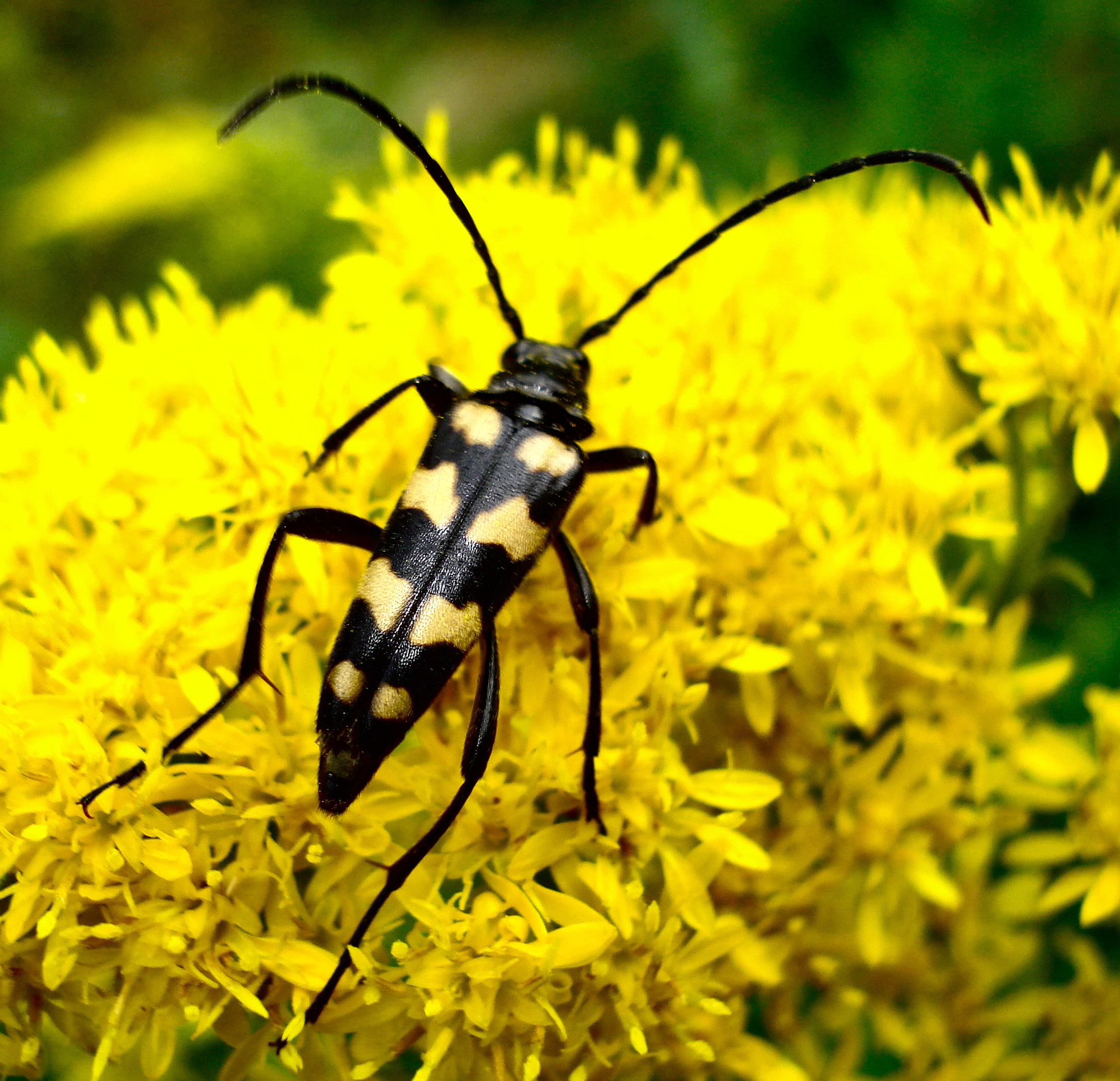
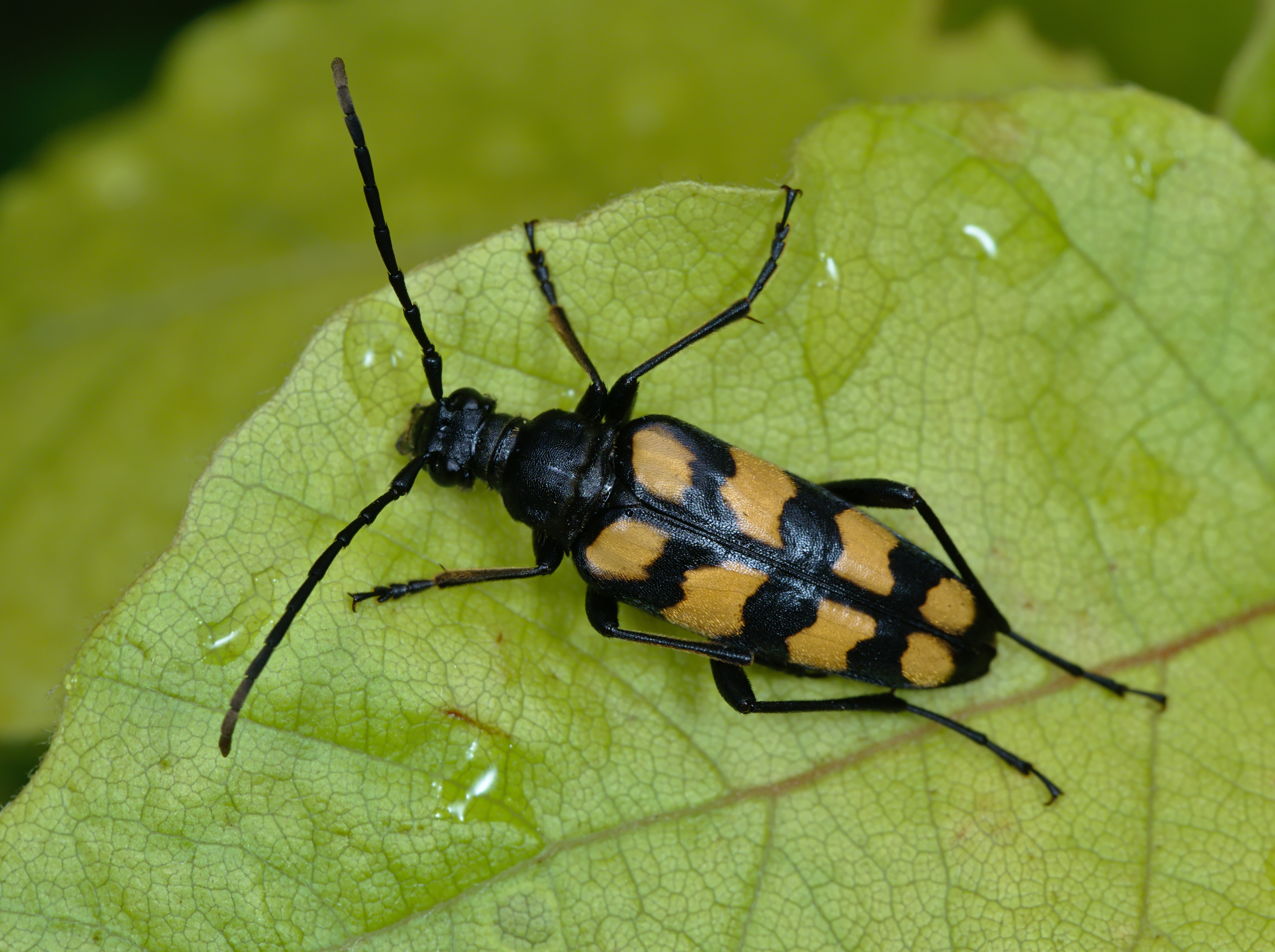
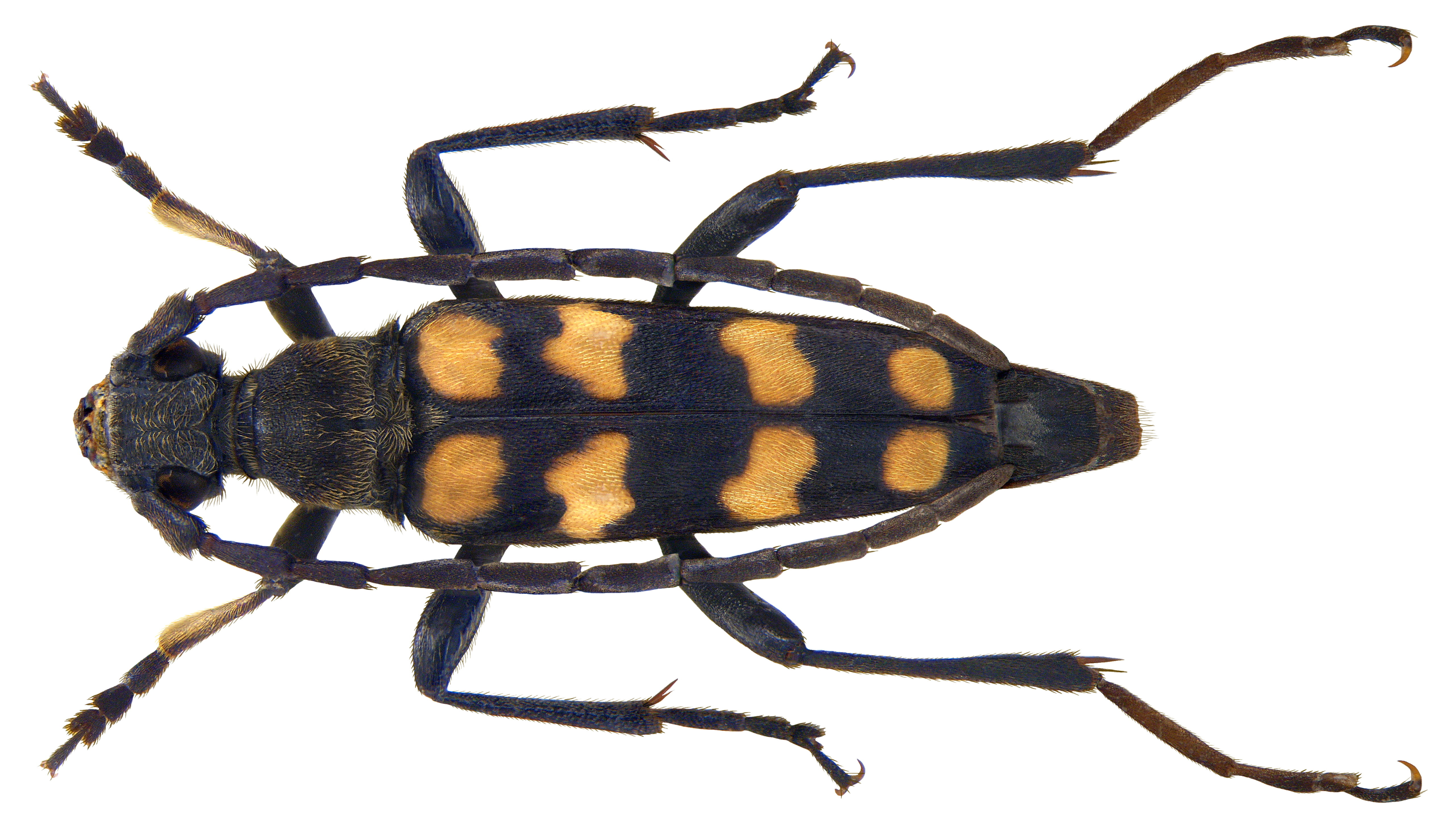
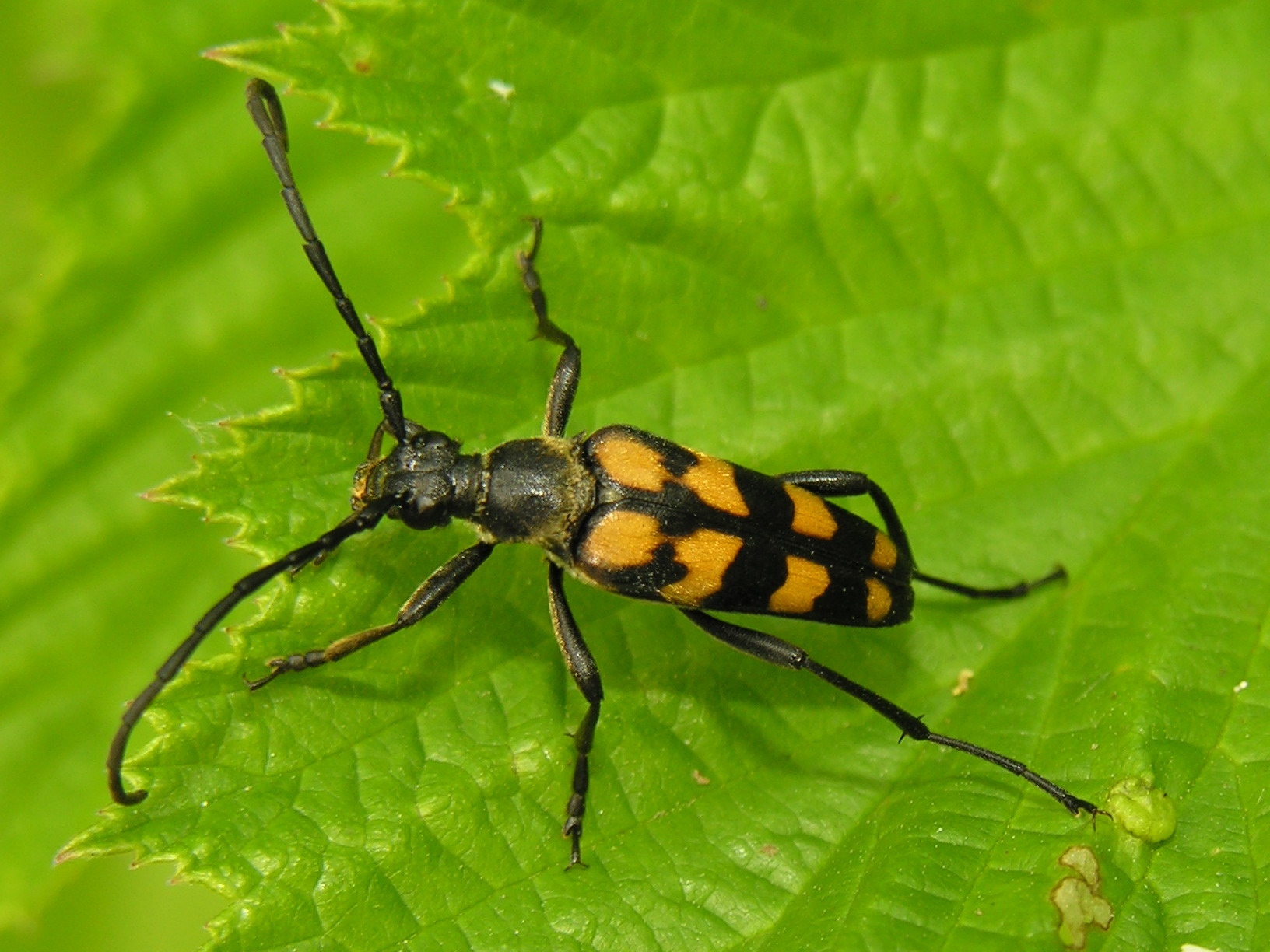
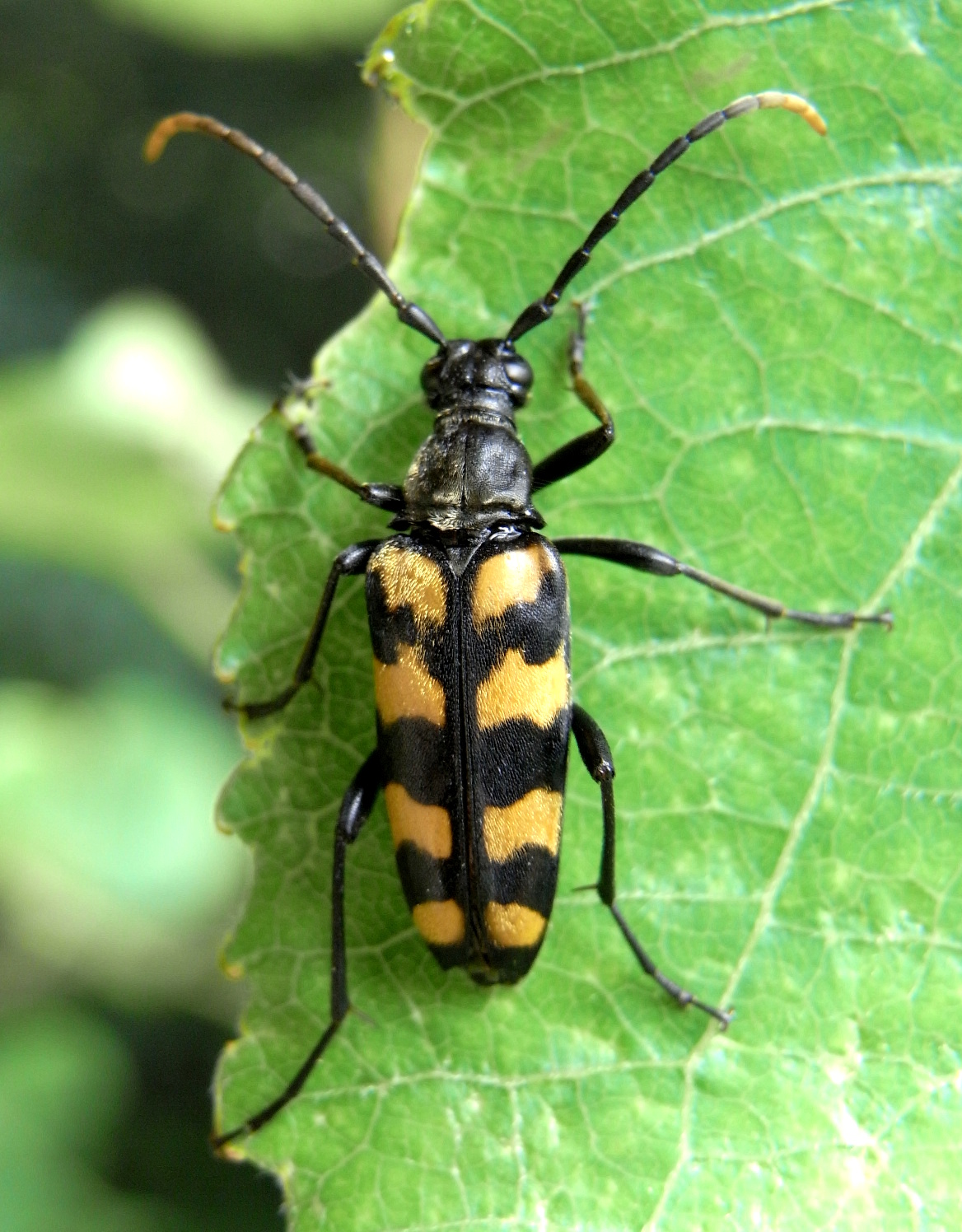